# 元誼
元誼，河南洛陽人。唐代軍事人物，昭義軍行軍司馬兼洺州刺史。貞元十年（794），昭義節度使李抱真去世，元誼與元促經認為應該要立抱真之子李緘世襲，被兵馬使王虔休反對，而後王虔休被朝廷立為留後，元誼非常不滿，要求以洺州、磁州、邢州另作一軍，虔休怒而攻伐元誼，元誼詐降；王虔休以裨將率領二千人入洺州城接收，元誼將他們全部殺死，但兩方的征戰，元誼畢竟失利，還是率領洺州士卒五千人、百姓五萬家投奔魏博。
元誼之女嫁魏博節度使田季安，生子田懷諫，懷諫亦繼任節度使。後來魏博宗親田弘正兵變，罷黜了田懷諫，將懷諫送交朝廷處置。